# Rational Software
Rational Software — компания-разработчик программного обеспечения. До 2003 года Rational была независимой компанией, в 2003 году её поглотила корпорация IBM. Большинство продуктов компании предназначены для моделирования, а также для разработки и поддержки программного обеспечения.
В компании разработана методология разработки программного обеспечения Rational Unified Process (RUP). В методологии даются рекомендации по всем этапам разработки: от моделирования бизнеса до тестирования и сдачи в эксплуатацию готовой программы.

## Продукты компании
Широко известны следующие продукты компании:
- Rational Rose — средство моделирования
- Rational Software Architect — средство моделирования, дальнейшее развитие Rational Rose (на платформе Eclipse)
- Rational PurifyPlus — набор программ для вылавливания утечек памяти, анализа области перекрытия кода и производительности кода
- Rational ClearCase — система управления версиями
- Rational RequisitePro — система управления требованиями
- Rational ClearQuest — система управления изменениями
- SoDA — система автоматизированного документирования и отчетности
- Rational Robot и Rational Functional Tester — средства автоматизированного тестирования
- Rational Performance Tester — средство автоматизированного нагрузочного тестирования
- Rational Process Advisor — инструмент интеграции процесса разработки ПО при помощи инструментов разработки и тестирования
- Rational Application Developer — среда разработки ПО (надстройка над Eclipse)
- Rational DOORS[англ.] (бывший Telelogic[англ.] DOORS) — инструмент управления требованиями
- Rational Team Concert